# جنرال الکتریک ال‌ام۲۵۰۰
جنرال الکتریک ال‌ام۲۵۰۰ (به انگلیسی: General Electric LM2500) یک توربین گازی دریایی و صنعتی ساخت شرکت جی‌ئی اوییشن در کشور ایالات متحده آمریکا است.